# NGC 702
NGC 702 è una vasta e lontana galassia a spirale barrata situata nella costellazione della Balena, a una distanza di circa 496 milioni di anni luce dalla nostra Via Lattea.

## Scoperta
La galassia è stata scoperta il 20 settembre 1784 dall'astronomo britannico di origine tedesca William Herschel.

## Descrizione
NGC 702 ha una classe di luminosità II-III e presenta una larga riga a 21 cm dell'idrogeno neutro.
Halton Arp aveva iscritto la galassia nel suo Atlas of Peculiar Galaxies con il codice ARP 75, perché riteneva che si trattasse di una galassia a spirale con un compagno molto brillante. Le moderne immagini mostrano che si trattava di un errore.